# Pieter Snijers
Pieter Snijers (anche Snyers) (Anversa, 30 marzo 1681 – Anversa, 4 maggio 1752) è stato un pittore fiammingo.

## Biografia
Studiò disegno all'Accademia della sua città natale, formandosi come pittore nella bottega di Alexander van Bredael, dove entrò nel 1694. Divenne maestro della Corporazione di San Luca ad Anversa nel 1707, in seguito effettuò un viaggio in Inghilterra. Possedeva una vasta collezione di dipinti fiamminghi e olandesi, venduta ad Anversa nel 1752.

## Opere

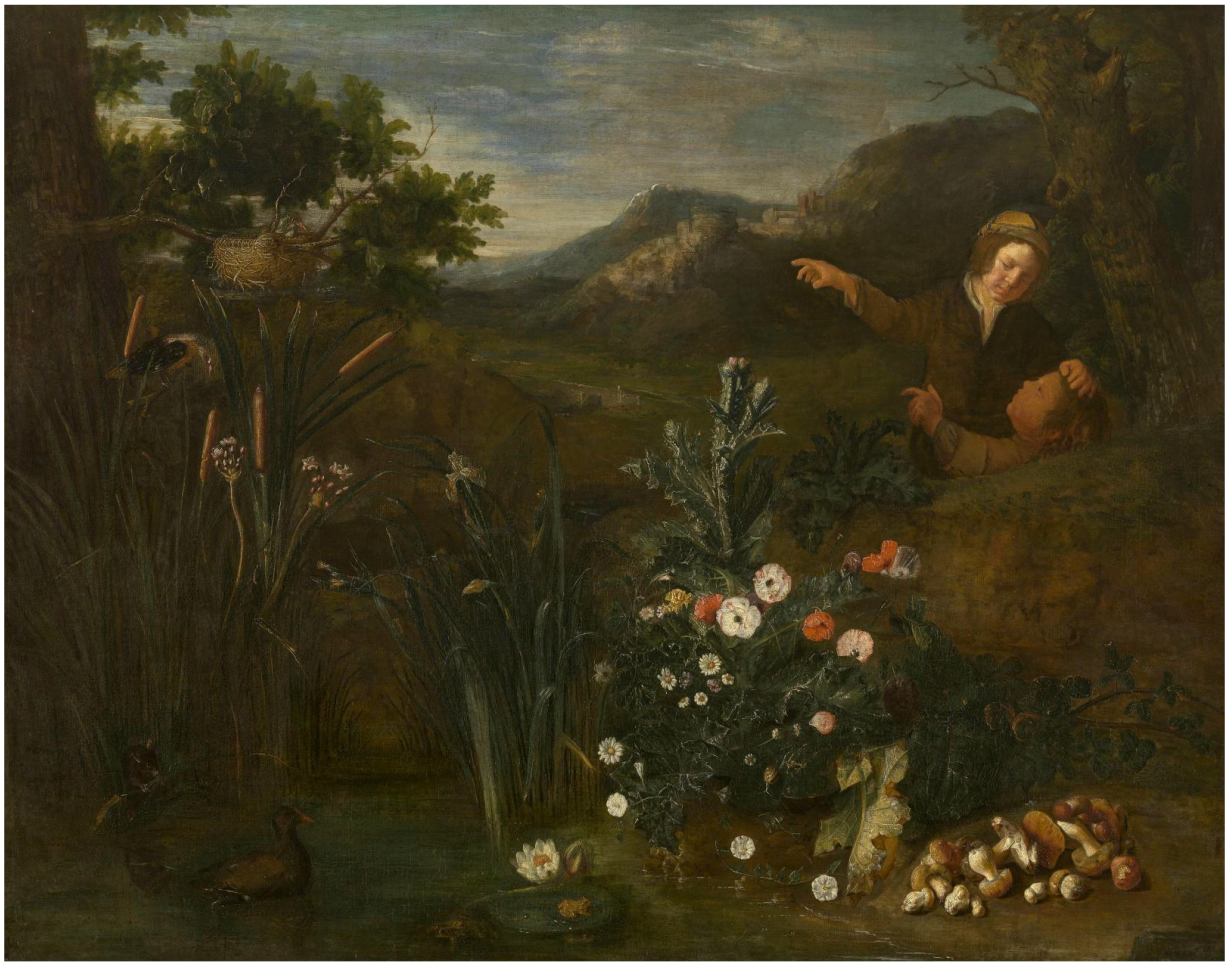
Il nido, Museo Reale di Belle Arti, Anversa

Le sue opere, per la maggior parte di piccolo formato, rappresentano paesaggi, ritratti, scene di genere, fiori e nature morte; le principali sono:
- Pellegrino, Museo di Abbeville
- Nido, Museo Reale di Belle Arti di Anversa
- Cervo che divora una testa di bue, Museo, Liegi
- Mercantessa, Rijksmuseum, Amsterdam
- Verdura e frutta, Museo del Louvre, Parigi